# Col de La Morte
Le col de La Morte est un col de France situé dans le département de l'Isère, à 1 375 mètres d'altitude, dans le massif du Taillefer, entre l'entrée de l'Oisans au-dessus de Séchilienne au nord-ouest et la vallée de la Roizonne au sud-est.
Au col se trouve la station de sports d'hiver de l'Alpe du Grand Serre, juste au sud-est du village de La Morte.

## Cyclisme

### Tour de France
La course a franchi ce col à deux reprises :
- lors de la 18e étape de l'édition 1979 effectuant une boucle d'Alpe d'Huez à Alpe d'Huez ;
- lors de la 18e étape de l'édition 2015 reliant Gap à Saint-Jean-de-Maurienne.

### Critérium du Dauphiné

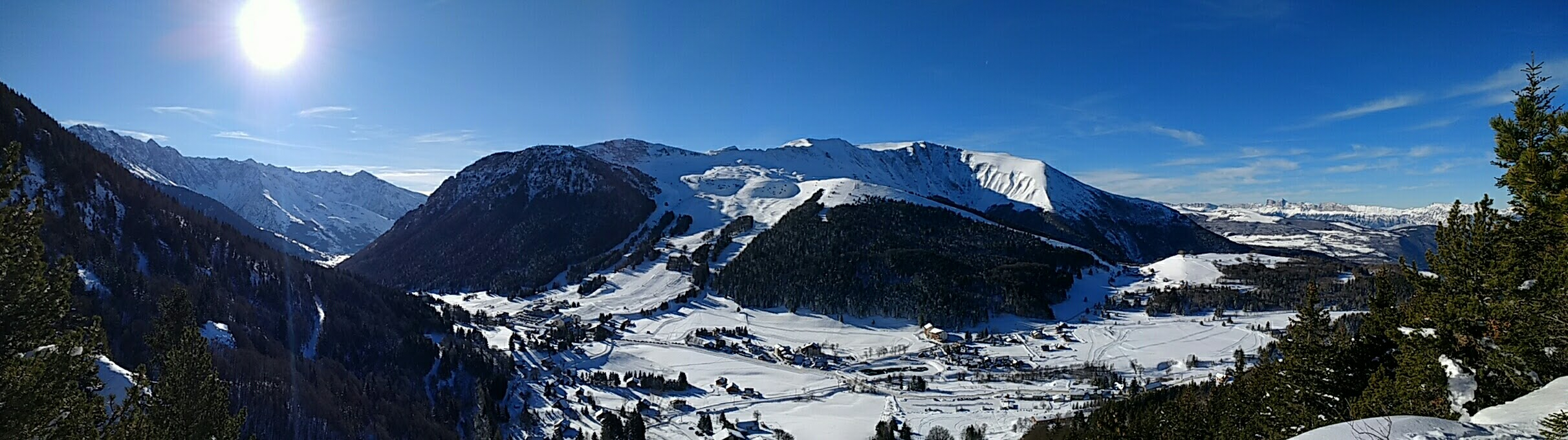
Vue panoramique hivernale du col de La Morte dominé par le Grand Serre depuis le nord-est.